# Tiffany Brouwer
Tiffany Brouwer (ur. 2 kwietnia 1984 na Florydzie) – amerykańska aktorka.

## Filmografia
- 2001: Con Games jako Britney Woodrow
- 2005: Jak poznałem waszą matkę (How I Met Your Mother) jako Laura (występ gościnny)
- 2006: Backstage Pass jako Michelle Peterson
- 2006: Felix the Christ jako cheerleaderka
- 2011: Służące (The Help) jako Rebecca
- 2015: South Beach jako Roxanne (6 odcinków)
- 2016: American Horror Story jako Janice (1 odc.)
- 2018: Akt przemocy (Acts of Violence[1]) jako Jessa MacGregor
- 2018: W kosmiczną biel jako Ragsland